# Apolemichthys kingi
Apolemichthys kingi is een  straalvinnige vissensoort uit de familie van engel- of keizersvissen (Pomacanthidae). De wetenschappelijke naam van de soort is voor het eerst geldig gepubliceerd in 1984 door Heemstra.
De soort staat op de Rode Lijst van de IUCN als niet bedreigd, beoordelingsjaar 2009.